# Accordi mediterranei
Gli Accordi mediterranei o Intesa mediterranea (Mittelmeerentente in tedesco; Entente de la Méditerranée in francese) furono una serie di trattati firmati tra il Regno Unito e il Regno d'Italia il 12 febbraio 1887 sotto la mediazione del cancelliere tedesco Otto von Bismarck. Il 24 marzo dello stesso anno l'Austria-Ungheria firmò a sua volta il trattato, seguita dalla Spagna il 4 maggio.

## Funzione degli Accordi
A prima vista i trattati riconobbero lo status quo nel Mar Mediterraneo. In effetti, uno degli obiettivi era quello di fermare l'espansione dell'Impero russo nei Balcani e il suo desiderio di controllare gli stretti sul Bosforo e dei Dardanelli. Da tale prospettiva veniva assicurata anche la sopravvivenza dell'Impero ottomano. Gli accordi proteggevano inoltre gli interessi italiani contro la Francia. La Gran Bretagna dichiarava infatti attraverso l'intesa che era "disposta, in caso d’invadenza da parte di una terza Potenza, ad appoggiare l’azione dell’Italia in Africa e particolarmente nella Tripolitania e Cirenaica" in cambio dell’appoggio italiano in Egitto. Circa un mese dopo, il 24 marzo 1887, anche l’Austria-Ungheria aderiva all’accordo mediterraneo in funzione di controllo dell'espansionismo russo sul Mediterraneo e col ruolo "polizia della pace" in Oriente, senza impegnare direttamente la Germania. Gli accordi riuscirono così a unire le forze ostili alla Russia nei Balcani e alla Francia nel Nordafrica. La Spagna si impegnava a non concludere con la Francia nessun patto riguardante i territori nordafricani a danno dell’Italia, della Germania e dell’Austria-Ungheria e a collaborare con il governo italiano per il mantenimento dello status quo nel Mediterraneo.
Dal punto di vista del cancelliere tedesco Otto von Bismarck, il vantaggio di tali accordi di cui la Germania non faceva parte, consisteva nell'avvicinare la Gran Bretagna alla Triplice alleanza di Germania, Italia e Austria-Ungheria.
Il trattato era potenzialmente in conflitto con il Trattato di controassicurazione del 1887, tra Germania e Russia. Nel protocollo segreto al trattato di controassicurazione, Bismarck forniva il sostegno agli sforzi di espansione della Russia. Così l'accordo mediterraneo, pur non essendo una contraddizione de iure del trattato di controassicurazione, era quantomeno contrario al suo spirito.